# Michel Winock
Michel Winock (París, 1937) es un historiador francés con diversos trabajos publicados sobre la extrema derecha en Francia.

## Biografía
Nacido en París en 1937, se formó en el Instituto de Estudios Políticos de París. Ha publicado trabajos sobre la extrema derecha en Francia.
Es autor de obras como Histoire politique de la revue "Esprit", 1930-1950 (1975), La fièvre hexagonale : les grandes crises politiques. 1871-1968 (1986), Nationalisme, antisémitisme et fascisme en France (1990), Le siècle des intellectuels (1997), Les Voix de la liberté. Les écrivains engagés au XIXe siècle (2001), La Belle Époque: la France de 1900 à 1914 (2002-2003), La France et les juifs, de 1789 à nos jours (2004), Clemenceau (2008) o Madame de Staël (2010), entre otras. También ha dirigido las obras Histoire de l'Extrême droite en France (1993) y Dictionnaire des intellectuels français. Les personnes, les lieux, les moments (1996), esta última junto a Jacques Juilliard.